# Simon Tyssot de Patot
Simon Tyssot de Patot est un écrivain français né en 1655 à Londres et mort en 1738 à IJsselstein. Il est surtout connu pour ses utopies. L'une d'entre elles, Voyages et Aventures de Jacques Massé, intègre l'hypothèse de l'existence de Terres Australes non découvertes dans l'océan Indien au sud-est du cap de Bonne-Espérance.

## Œuvres
- Voyages et Aventures de Jacques Massé, 1714.
- La Vie, les Aventures et le Voyage de Groenland du Révérend Père Cordelier Pierre de Mésange, 1720.
- Les œuvres poétiques de M. Simon Tyssot , Sr. de Patot, 1727, 2 vol.
- Lettres choisies de Mr. Simon Tyssot de Patot, La Haye, chez Mathieu Roguet, 1727, 2 vol., lire en ligne sur Gallica.